# سرباز (فیلم ۲۰۱۰)
سرباز (انگلیسی: Soldier) فیلمی است که در سال ۲۰۱۰ منتشر شد.